# 신코신즈카 정류장
신코신즈카 정류장(일본어: 新庚申塚停留場)은 일본 도쿄도 도시마구에 있는 도쿄 도 교통국 도덴 아라카와 선의 정류장이다.
250m 북서쪽으로 도에이 지하철 미타 선의 니시스가모 역이 위치하여 도보로 환승이 가능하다.

## 정류장 구조
상대식 승강장 2면 2선의 지상 정류장이다.

## 정류장 주변
주변에는 사찰들이 많다. 옆의 고신즈카 정류장까지는 아주 가깝다.
- 도에이 지하철 미타 선의 니시스가모 역
- 국도 제17호선・하쿠산도리
- 다이쇼 대학 스가모 교사

## 역사
- 1929년 5월 27일: 오지 전기궤도에 의한 이타바시신도 정류장으로 영업 개시.
- 1930년 3월: 신카네즈카 정류장으로 정류장명 변경.
- 1942년 2월 1일: 오지 전기궤도 사업이 도쿄 시에 양도함으로써 도쿄 시덴 다키노가와 선 및 이타바시 선의 정류장이 됨.
- 1966년 5월 29일: 도덴 시무라 선의 시무라바시 ~ 스가모샤코마에 구간(18,41계통) 폐지(5월 28일 최종 운전)에 따라, 다키노가와 선(32계통)의 단독 정거장이 됨.
- 1974년 10월 1일: 도덴 아라카와 선의 정류장이 됨.

## 인접 정류장
| 도쿄 도 교통국 ■ 도덴 아라카와 선 | 도쿄 도 교통국 ■ 도덴 아라카와 선 | 도쿄 도 교통국 ■ 도덴 아라카와 선 |
| --------------------------------- | --------------------------------- | --------------------------------- |
| 고신즈카 와세다 방면              |                                   | 니시가하라욘초메 미노와바시 방면  |